# Europastraße 25
Die Europastraße 25 (E 25) ist eine 2500 km lange Europastraße, die von Norden nach Süden durch die Niederlande, Belgien, Luxemburg, Frankreich, die Schweiz und Italien verläuft. Beginn der Straße im Norden ist an der Nordsee bei Hoek van Holland (Niederlande). Die Straße endet im Süden in Palermo (Italien).

## Verlauf

### Städte
Wichtige Städte, die an der E 25 liegen, sind in den Niederlanden Utrecht, ’s-Hertogenbosch, Eindhoven und Maastricht, in Belgien Lüttich und Bastogne und in Luxemburg die Stadt Luxemburg. Weiter südlich folgen entlang der Strecke in Frankreich Metz und Saint-Avold, sowie Straßburg und Mülhausen, kurz hinter der Staatsgrenze wird in der Schweiz Basel erreicht. Weitere Städte sind Olten, Bern, Lausanne am Genfersee und die Stadt Genf. Wieder in Frankreich ist der Ort Chamonix-Mont-Blanc angebunden und südlich der Alpen nach dem Mont-Blanc-Tunnel fährt man auf das Staatsgebiet von Italien. Über Courmayeur, Aosta und Alessandria erreicht man Genua.
Auf der 1100 km langen Strecke von Genua nach Palermo sind drei verschiedene Fährverbindungen über das Mittelmeer Bestandteil der Straße. Mit der ersten Fährverbindung gelangt man nach Bastia auf Korsika, von Bonifacio aus wird mit einer weiteren Überfahrt Porto Torres auf Sardinien erreicht, von dort führt die Straße über Sassari nach Cagliari. Schließlich gelangt man mit der Fähre nach Palermo.